# Oxyepoecus punctifrons
Oxyepoecus punctifrons är en myrart som först beskrevs av Borgmeier 1927.  Oxyepoecus punctifrons ingår i släktet Oxyepoecus och familjen myror. Inga underarter finns listade i Catalogue of Life.